# Enyellé
Enyellé est une localité du nord-est de la République du Congo, situé dans le département de la Likouala à des kilomètres de la ville chef-lieu Impfondo. Elle fait partie des communautés urbaines du district de Dongou, et s'élève sur une altitude moyenne de 392 m.

## District d’Enyellé
Président : Le sous-préfet 
1er vice-président : M. INDELE Julien 
2e vice-président : M. M'BELEKE Jacques 
3e vice-président : M. PACKO EKINGUINDI 
4e vice-président : M. IWANDZA Calixte

## District d’Oyo
Président : Le sous-préfet 
1er vice-président : M. KANGA Fidel 
2e vice-président : M. NGATSE Fabrice 
3e vice-président : M. LALOIS DINGAH Paterne 
4e vice-président : Mlle. ILLESSA MOUEBE Christelle